# John Jackson (Boxer, 1769)
John Jackson (* 28. September 1769 in London, England; † 7. Oktober 1845 ebenda) war ein gefeierter englischer Boxer in der Bare-knuckle-Ära. Er leitete die wissenschaftlichen Grundsätze des Boxens ein.
Im Jahre 1795 trat er gegen Daniel Mendoza im Halbschwergewicht um die englische Meisterschaft an und siegte. Diesen Titel hielt er bis 1803.
Jackson starb im Alter von 76 Jahren in London und wurde sowohl im Jahre 1954 in die Ring Magazine’s Boxing Hall of Fame als auch im Jahre 1992 in die International Boxing Hall of Fame in der Kategorie Pioniere aufgenommen.